# Rachel Boston
Rachel Boston (Chattanooga, Tennessee, 9 de maig de 1982) és una actriu estatunidenca.

## Biografia
Boston va néixer a Chattanooga, Tennessee. Després de passar per la universitat, el 2002 veure debutar en la televisió a American Dreams on va interpretar a Elizabeth "Beth" Mason-Pryor, l'esposa de John J. "JJ" Pryor Jr. (Will Estes) fins al final de la sèrie en el 2005.. El 2012, Boston va ser triat com un dels protagonistes en de fantasia-sèrie dramàtica Witches of East End.
Té dos germans Andrew Boston i Brian Boston. Rachel és vegetariana. Va ser Miss Teen Tennessee i va quedar entre els 10 llocs de Miss Teen USA en 1999.
Rachel és portaveu dels comercials de "Comcast Cable".
El 2008 es va unir a l'elenc de la sèrie The ExList on va interpretar a Daphne Bloom, la germana de Bella Bloom (Elizabeth Reaser).
El 2009 va interpretar a Alison la cita a cegues de Tom Hansen (Joseph Gordon-Levitt) en la pel·lícula (500) Days of Summer.
El 2011 es va unir a l'elenc de la sèrie In Plain Sight on va donar vida a la detectiu Abigail Chaffee, una oficial del departament de policia d'Albuquerque i la promesa de Marshall Mann (Fred Weller) fins al final de la sèrie en el 2012.
El 2012 va aparèixer en la comèdia It's a Disaster on va interpretar a Lexi Kivel.
El 2013 es va unir a l'elenc principal de la sèrie Witches of East End on va interpretar a la bruixa Ingrid Beauchamp, la filla de Joanna Beauchamp (Julia Ormond), germana de Freya Beauchamp (Jenna Dewan-Tatum) i Frederick Beauchamp (Christian Cooke), i neboda de Wendy Beauchamp (Mädchen Amick), fins al final de la sèrie el 2014.

## Filmografia
- American Dreams (2002-2005)
- Fifty Pills (2006)
- The Ex List (2008)
- (500) Days of Summer (2009)
- Els fantasmes de les meves exnòvies (2009)
- In Plain Sight (2011-2012)
- The Pill (2011)
- It's a Disaster (2012)
- Witches of East End (2013)